# Afrascius socrates
Afrascius socrates är en insektsart som beskrevs av Rauno E. Linnavuori 1978. Afrascius socrates ingår i släktet Afrascius och familjen dvärgstritar. Inga underarter finns listade i Catalogue of Life.